# إرنست ماير (عالم)
إرنست ماير (بالألمانية: Ernst Hermann Meyer) (و. 1905 – 1988 م) هو سياسي، وملحن، وعالم موسيقى، وأستاذ جامعي، ومؤلفو موسيقى تصويرية، من ألمانيا، ولد في برلين، توفي في برلين، عن عمر يناهز 83 عاماً.

## مناصب وهيئات
أدار جامعة هومبولت في برلين.

## جوائز
حصل على جوائز منها:
- نيشان كارل ماركس
- الجائزة الوطنية لجمهورية ألمانيا الديمقراطية
- راية العمل [الإنجليزية]‏
- Johannes-R.-Becher-Medaille [الإنجليزية]‏.

## وصلات خارجية
- إرنست ماير على موقع IMDb (الإنجليزية)
- إرنست ماير على موقع ميوزك برينز (الإنجليزية)
- إرنست ماير على موقع قاعدة بيانات الأفلام السويدية (السويدية)
- إرنست ماير على موقع ديسكوغز (الإنجليزية)
- إرنست ماير على موقع قاعدة بيانات الفيلم (الإنجليزية)
- إرنست ماير على موقع كينوبويسك (الروسية)